# 巴雷特M95狙擊步槍
巴雷特M95（英語：Barrett Model 95）是一款由美国槍械製造商巴雷特所研製及生產的重型犢牛式狙擊步槍（反器材步槍），為取代巴雷特M90的後繼產品。發射12.7×99毫米（.50 BMG）北約口徑制式步枪子彈。

## 歷史

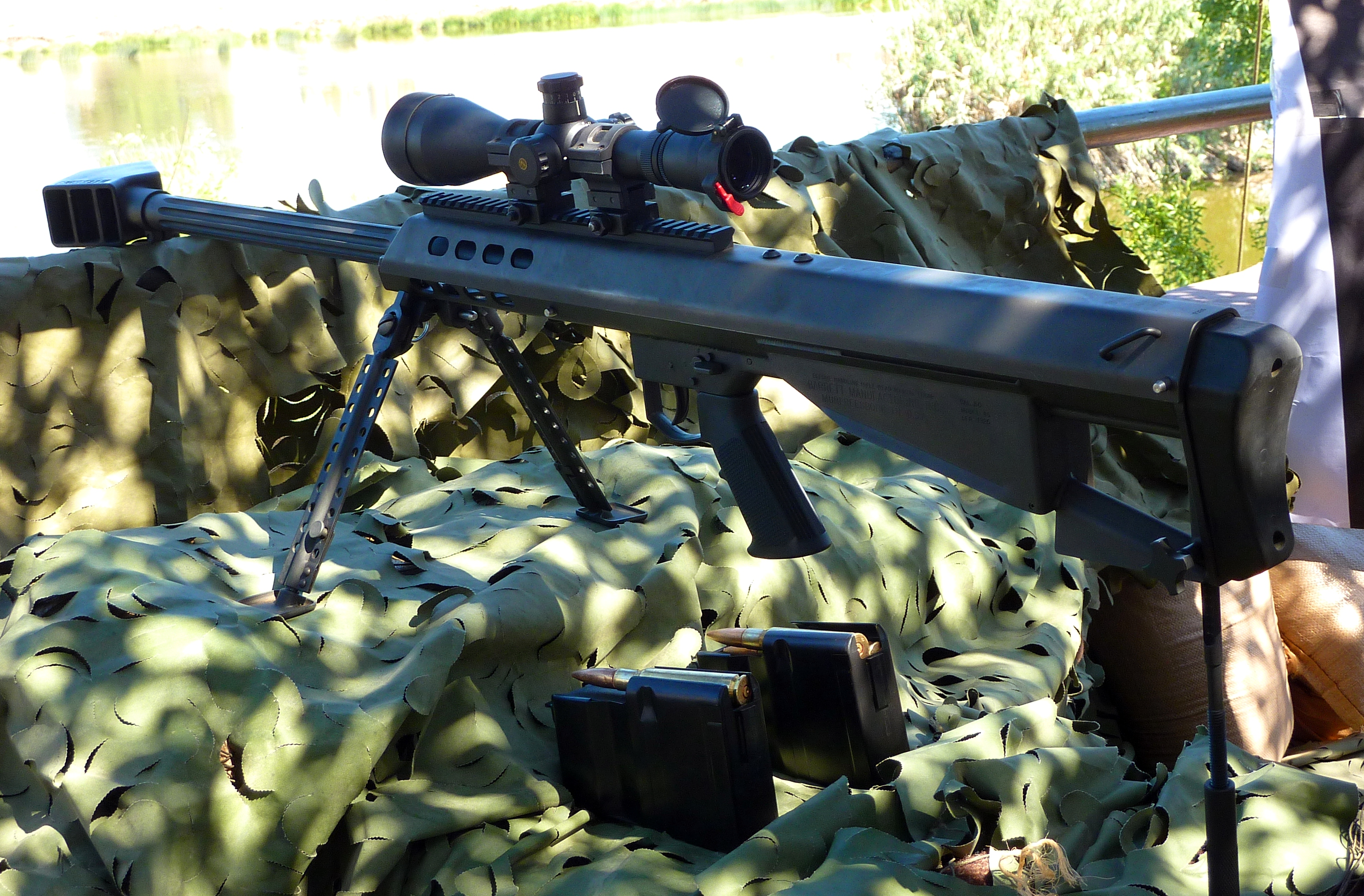
裝上了Leupold M95 SP瞄準鏡的巴雷特M95。

巴雷特在推出大口徑半自動犢牛式狙擊步槍（反器材步槍）M90以後，為了加以改進其設計以及使操作和價格比起軍用型巴雷特M82A1更簡單和更便宜，而設計及生產了巴雷特M95。

## 設計

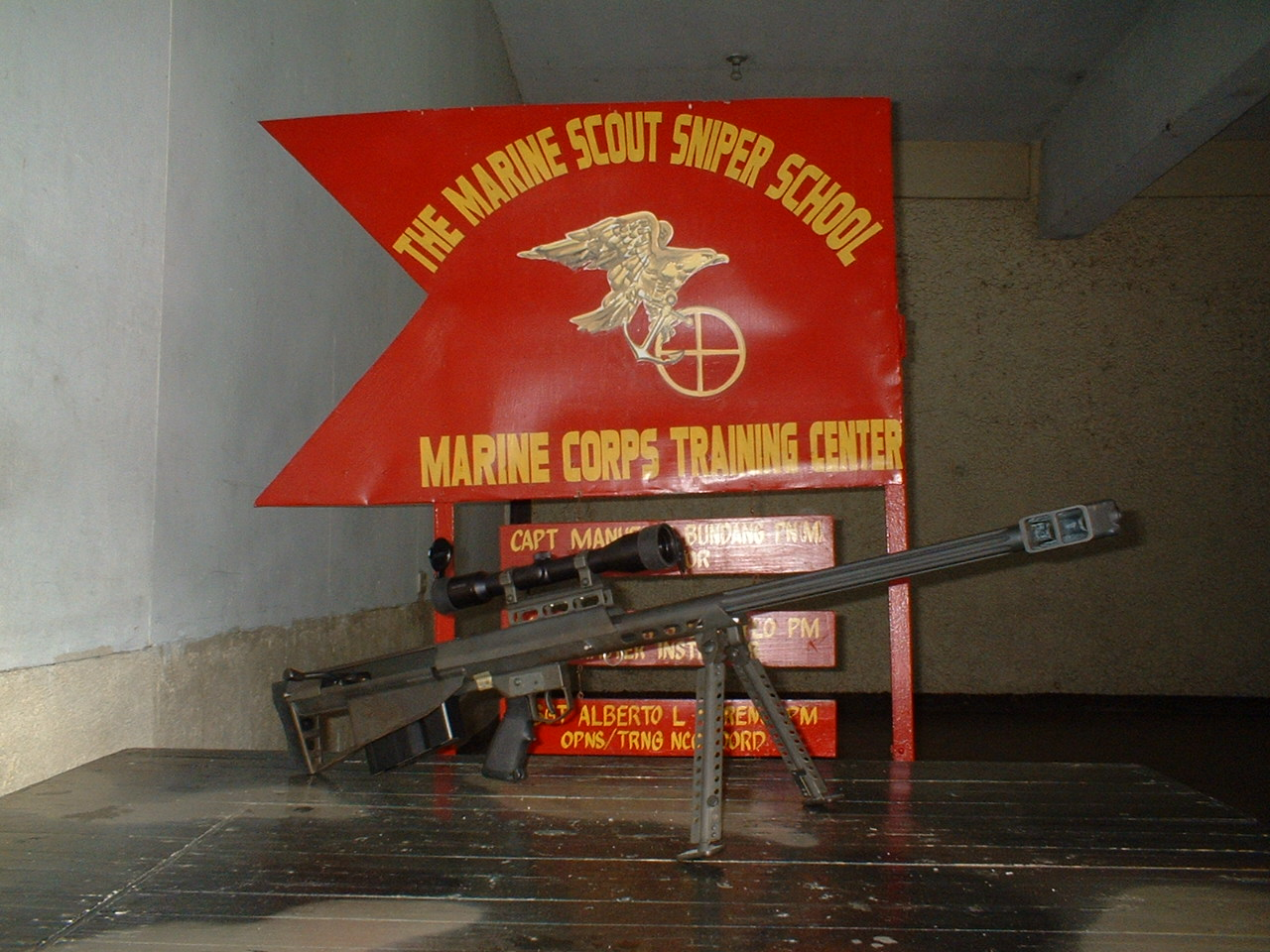
菲律賓海軍陸戰隊採用的巴雷特M95。

巴雷特M95和M90一樣，保留其雙膛直角箭頭形（Ｖ形）制動器、可摺疊式兩腳架和機匣頂部的MIL-STD-1913戰術導軌、彈匣減少至5發、沒有機械瞄具，必須利用戰術導軌上安裝光学瞄准镜。但主要分別在於更為符合人體工學，其手槍握把和扳機之間向前移25毫米（1英吋）以便更換彈匣、縮短每發之間的時間；另外拉機柄亦經過重新設計，比M90更下更後，並且比M90更容易拉動槍機。槍管可快速從槍上拆卸以便縮短全槍長度以及攜帶，而膛室亦鍍上鉻以防止生鏽；最後扳機、擊針和重量亦有很小型的變化。
巴雷特M95可以在美國購買其民用型，價格約為$6,000。

## 巴雷特XM107

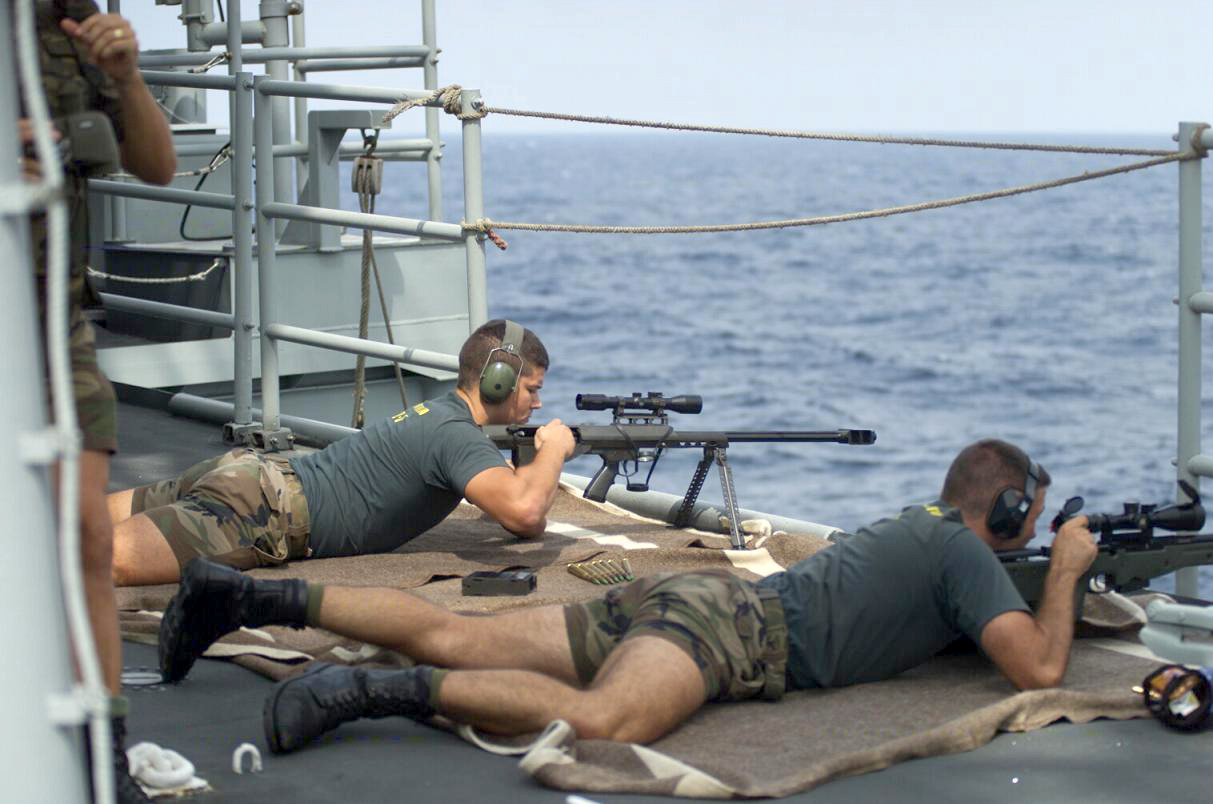
西班牙海軍狙擊手在美國海軍軍艦上使用巴雷特M95練習狙擊，攝於2002年。

1999年，巴雷特M95被美軍選中成為M107。有一少部份被美軍購入及測試，但是最終反而是M82被美軍選中。儘管如此，巴雷特的官方網站亦宣布M95最少用於15個國家的軍隊和執法機關。

## 衍生型

### 巴雷特M99
巴雷特M99（英語：Barrett Model 99，又名Big Shot）是巴雷特M95的單發型。

## 使用國
- 阿根廷
  - 阿根廷武裝部隊特種部隊
  - 特警單位
- 奥地利
  - 奧地利聯邦軍獵人突擊隊[2]
- 哥伦比亚[3]
- 丹麦
  - 丹麥國防軍特種部隊
- 芬兰
  - 芬蘭國防軍[4]
- 法國
  - 國家憲兵干預組（已被PGM Hecate II所取代）
- 希腊
  - 希臘武裝部隊[5]
- - 喬治亞內務部（英语：Ministry of Internal Affairs of Georgia）[6][7]
- 印度
  - 印度陸軍[8][9]
- 義大利
  - 義大利陸軍第9傘兵突擊團（英语：9th Paratroopers Assault Regiment "Col Moschin"）[10]
- 日本
  - 陸上自衛隊
- 约旦
  - 約旦武裝部隊特種部隊[11]
- 马来西亚
  - 马来西亚陆军[12][13]
- 菲律賓
  - 菲律賓海軍陸戰隊[14]（於1998年購入）[15]
- 葡萄牙
  - 葡萄牙陸軍（英语：Portuguese Army）
- 圣马力诺
- 塞爾維亞
  - 塞爾維亞陸軍（英语：Serbian Army）特別旅
- 西班牙
  - 西班牙武裝部隊[16]
- 泰國
  - 泰國皇家海軍
- 美国
  - 馬里蘭州警察（英语：Maryland State Police）

## 流行文化
巴雷特M95出現在不少电子游戏裡，例如：

### 电子游戏
- 2002年—：命名為「M195狙擊步槍」
- 2003年—：命名為「VARRET M95」。
- 2005年—
- 2005年—
- 2007年—
- 2007年—：最早於韓國版2010年9月16日時推出。使用不鏽鋼槍身、黑色手槍握把和槍托底板、5發容量彈匣和2—4倍放大倍率的一般瞄準鏡，並能夠通過武器強化系統升級的兩種強化型外觀。奇怪地在空倉重新裝填後玩家角色不會為槍械上膛，而且在第一人稱視角中武器模組採用了鏡像佈局（右手持槍時拉機柄及拋殼口在左邊）。港台地區於2010年9月14日推出一般版，命名為「蛇姬之吻」；中国大陆地區於2010年9月15日推出一般版，命名為「巴雷特」。港台地區於2012年6月12日推出透過武器強化系統升級的兩个強化型外觀；中国大陆地區於2012年6月13日推出透過武器強化系統升級的兩个強化型外觀；在各地版本均已開放使用，但泰國版因結束營運的關係而不會在這個版本開放使用。另外亦有一種改進版：
  - M95 Christmas Edition：為M95的聖誕版本，槍身部份位置被改成红色和加上聖誕裝飾，只能間中於聖誕節時取得。港台地區於2011年12月20日推出聖誕限定版，命名為「聖誕限定版蛇姬之吻」；中国大陆地區於2011年12月20日推出聖誕限定版，命名為「巴雷特（聖誕限定版）」。港台地區於2012年6月12日推出透過武器強化系統升級；中国大陆地區於2012年6月13日推出透過武器強化系統升級；武器強化後不會有造型特殊變化；在各地版本均已開放使用，但泰國版及土耳其版因結束營運的關係而不會在這兩個版本開放使用。
- 2008年—：命名為「M95」
- 2008年—：由城市警察（CPF）以及PK组织的狙击手所使用，同时亦可以由女主角費斯·康納斯（配音：Jules de Jongh）于敌人手中所缴获，奇怪地使用10发弹匣供彈，枪上装有激光瞄准器，但只有敌人能夠使用。
- 2009年—
- 2010年—：命名為「M95」。
- 2014年—《2》：於2014年5月9日發售的下載內容「Gage Sniper Pack」中推出，名稱為「Thanatos .50 cal」，可進行改造與加裝配備。
- 2017年—：命名為“M96”。
- 2021年—《喋血復仇》：型號為:Barrett M95，命名為“巴雷特M95”，預設使用機械瞄具 (可以改裝)，打開經遊戲路途中隨機出現的零件箱後可加裝各種瞄準鏡及其他零件(反射式瞄準鏡、全息瞄準鏡、先進戰鬥光學瞄準鏡（放大2倍）、高變焦瞄準鏡(瞄準鏡)（放大4倍）每一種瞄具皆有附加能力)。

### 动画
- 2013年—《噬血狂襲》：第四季中出現，由宫住琉威（CV：山下誠一郎）所使用。
- 2015年—《對魔導學園35試驗小隊》：由西園寺兔（CV：大久保瑠美）所使用，取代原著輕小說版中的巴雷特M82狙擊步槍及莫辛-納甘步槍。

## 圖集

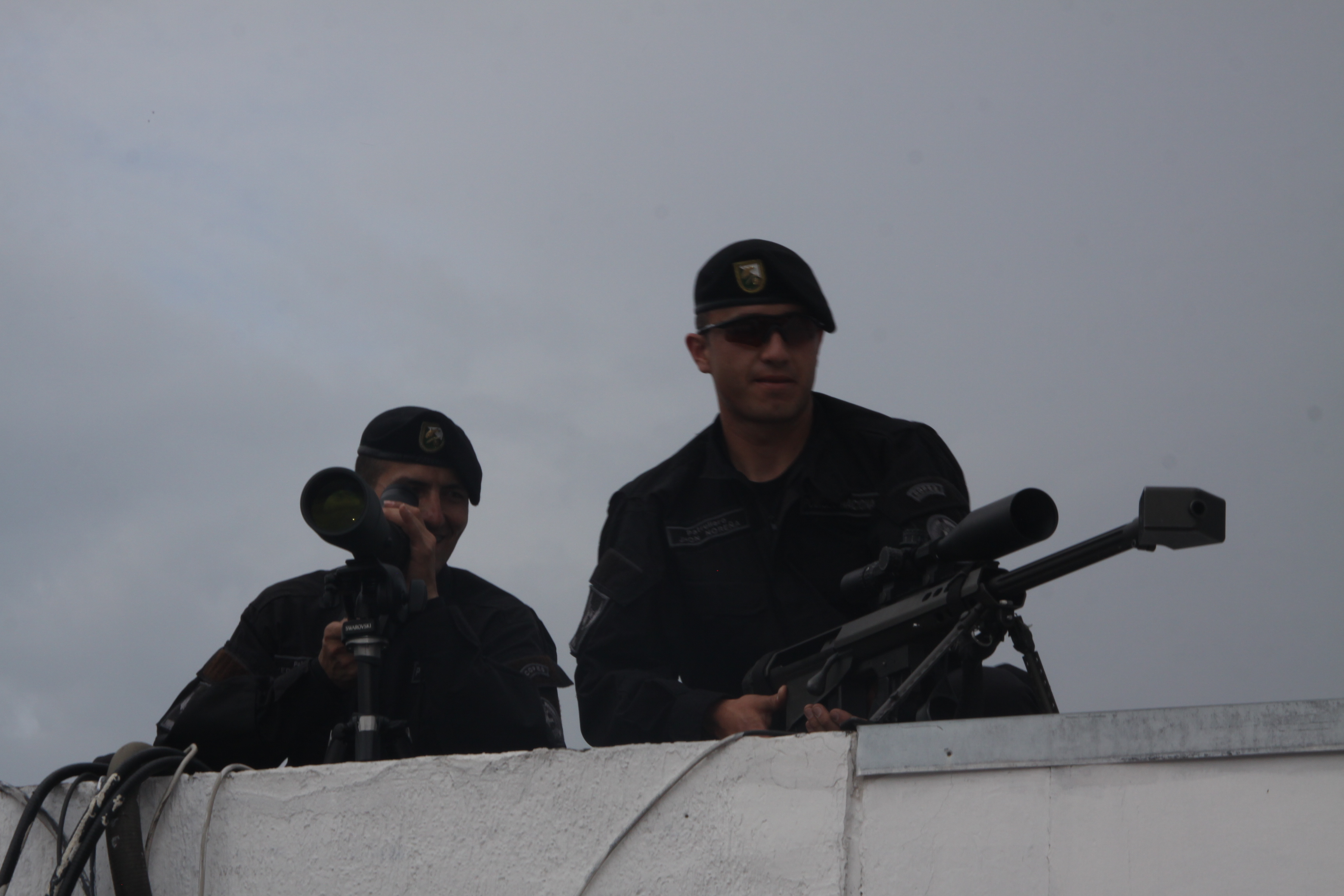
哥倫比亞狙擊隊使用巴雷特M95
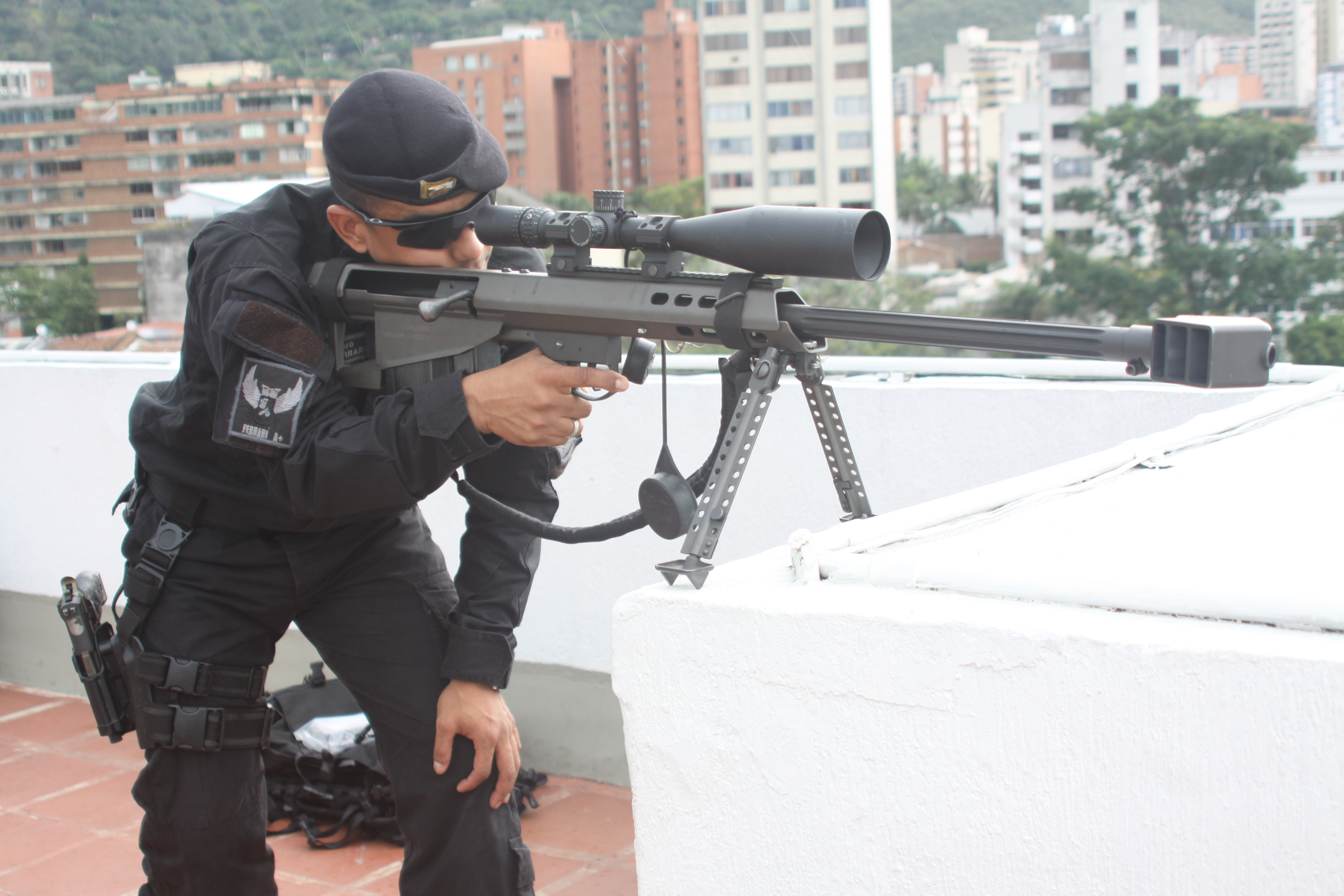
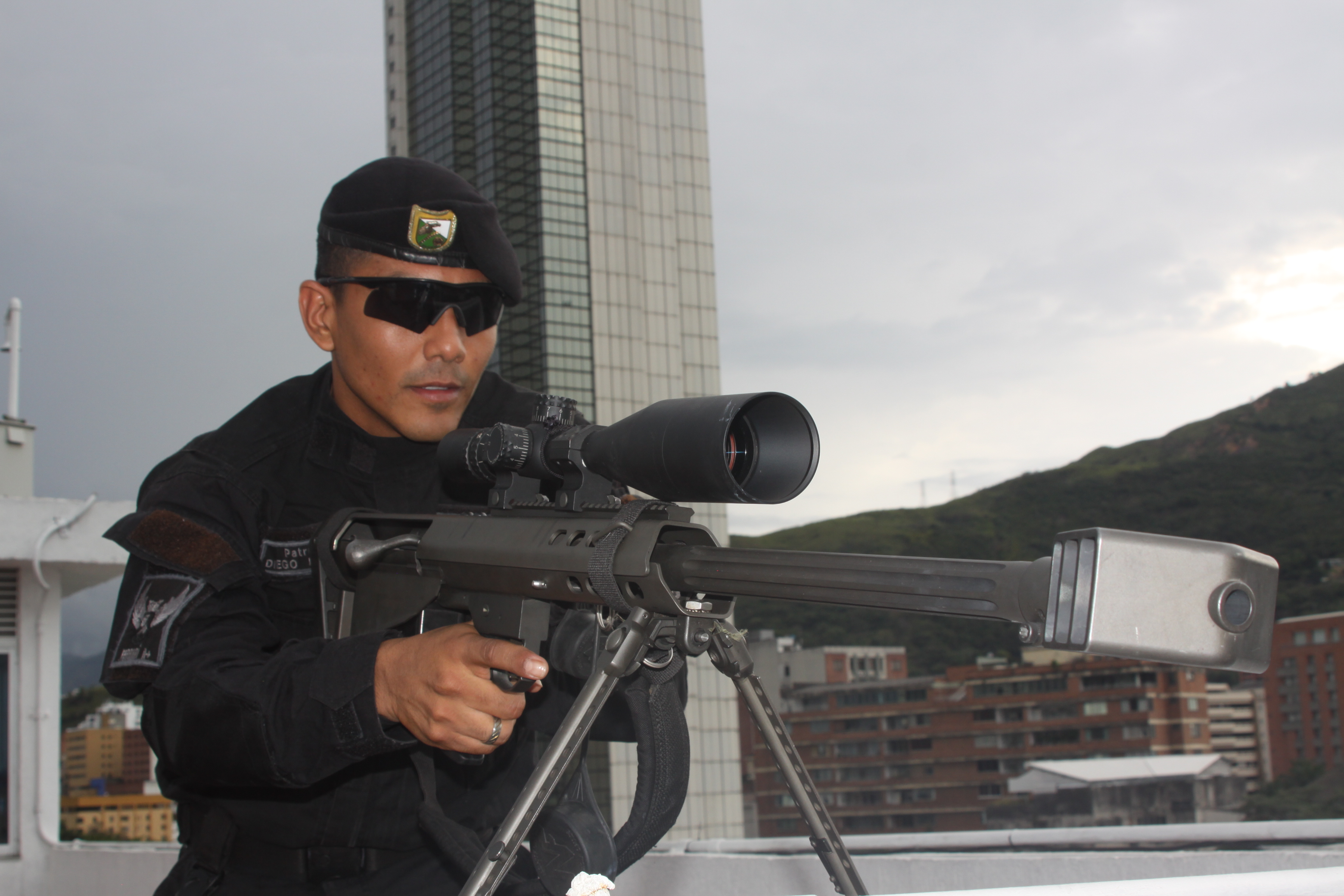
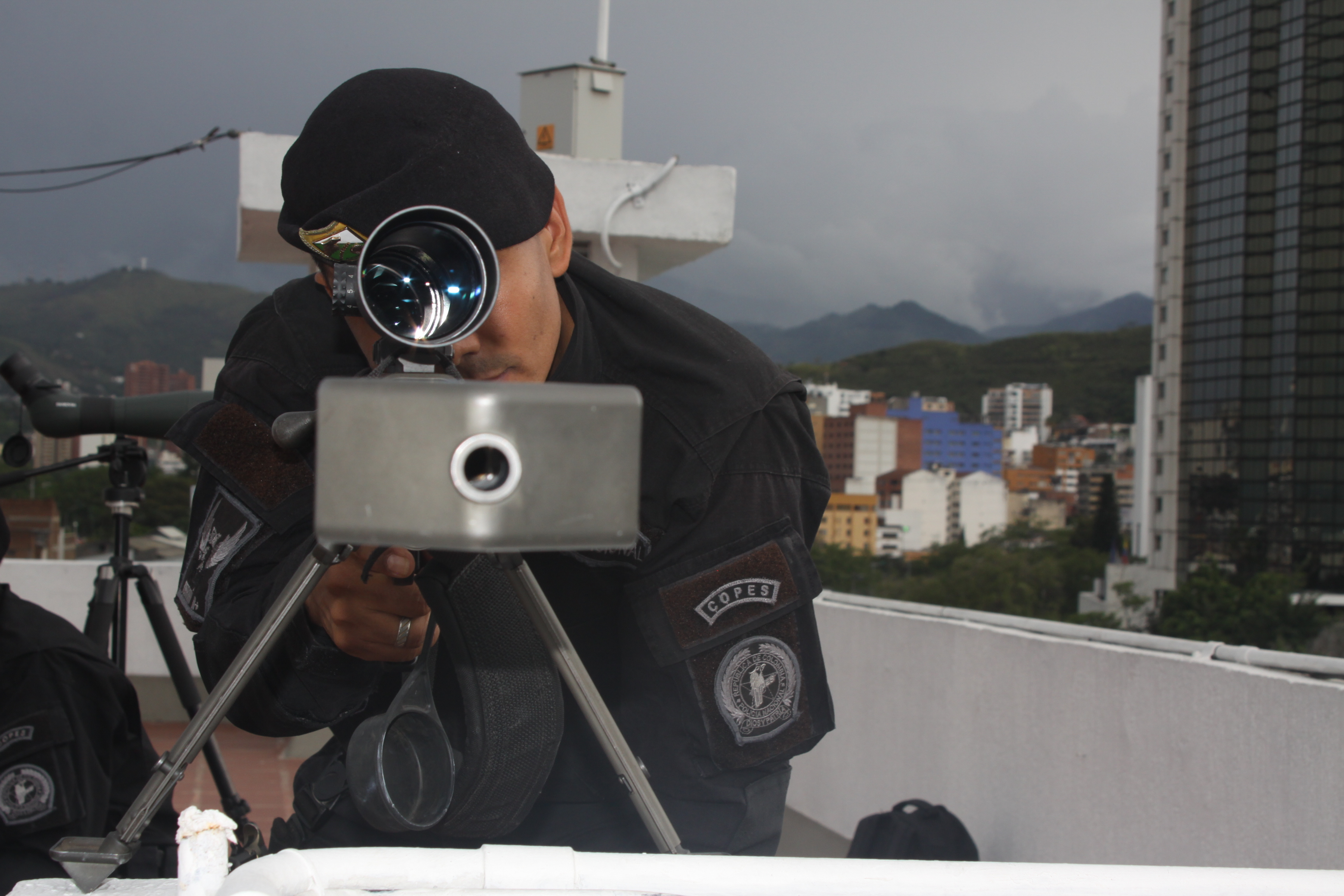
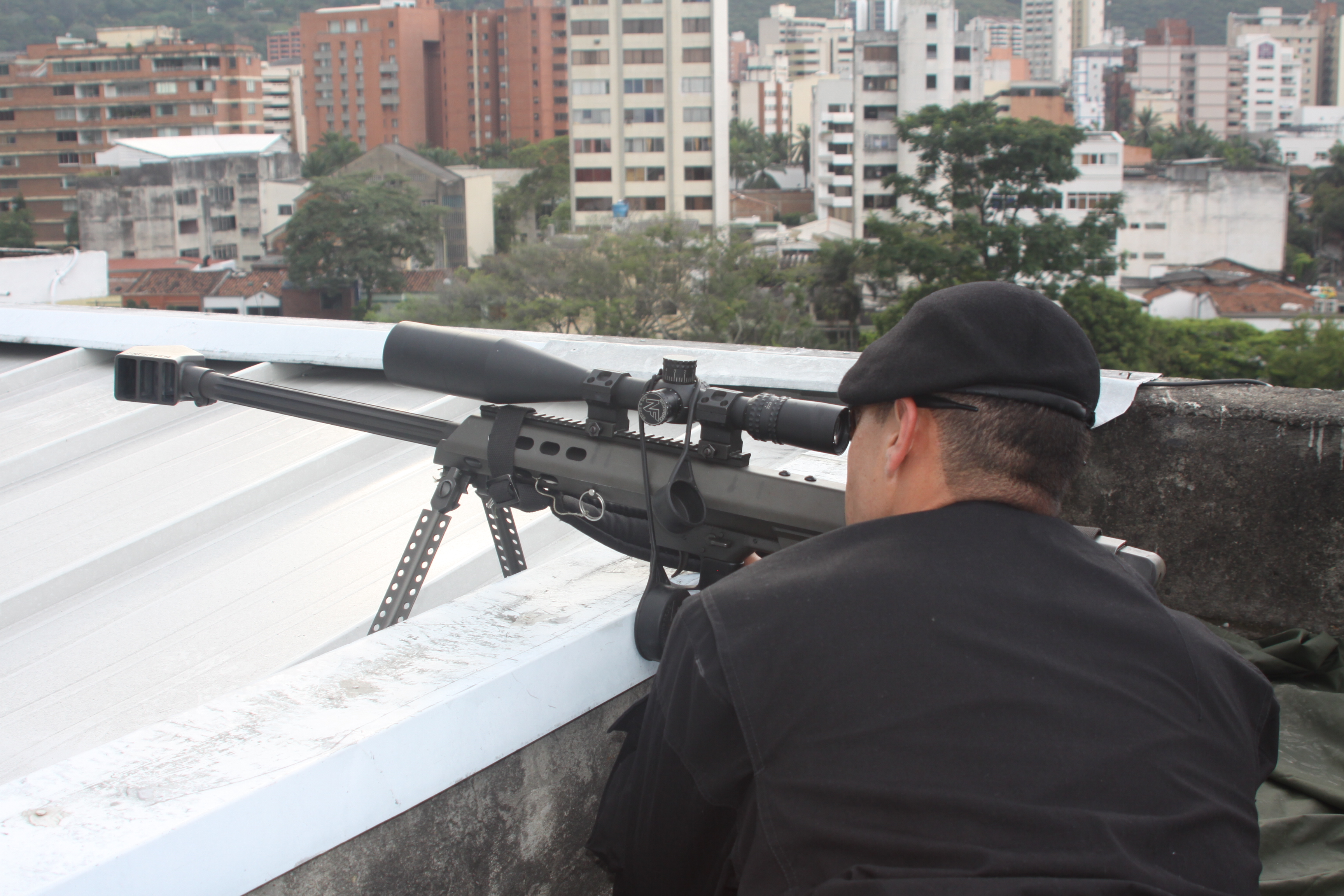
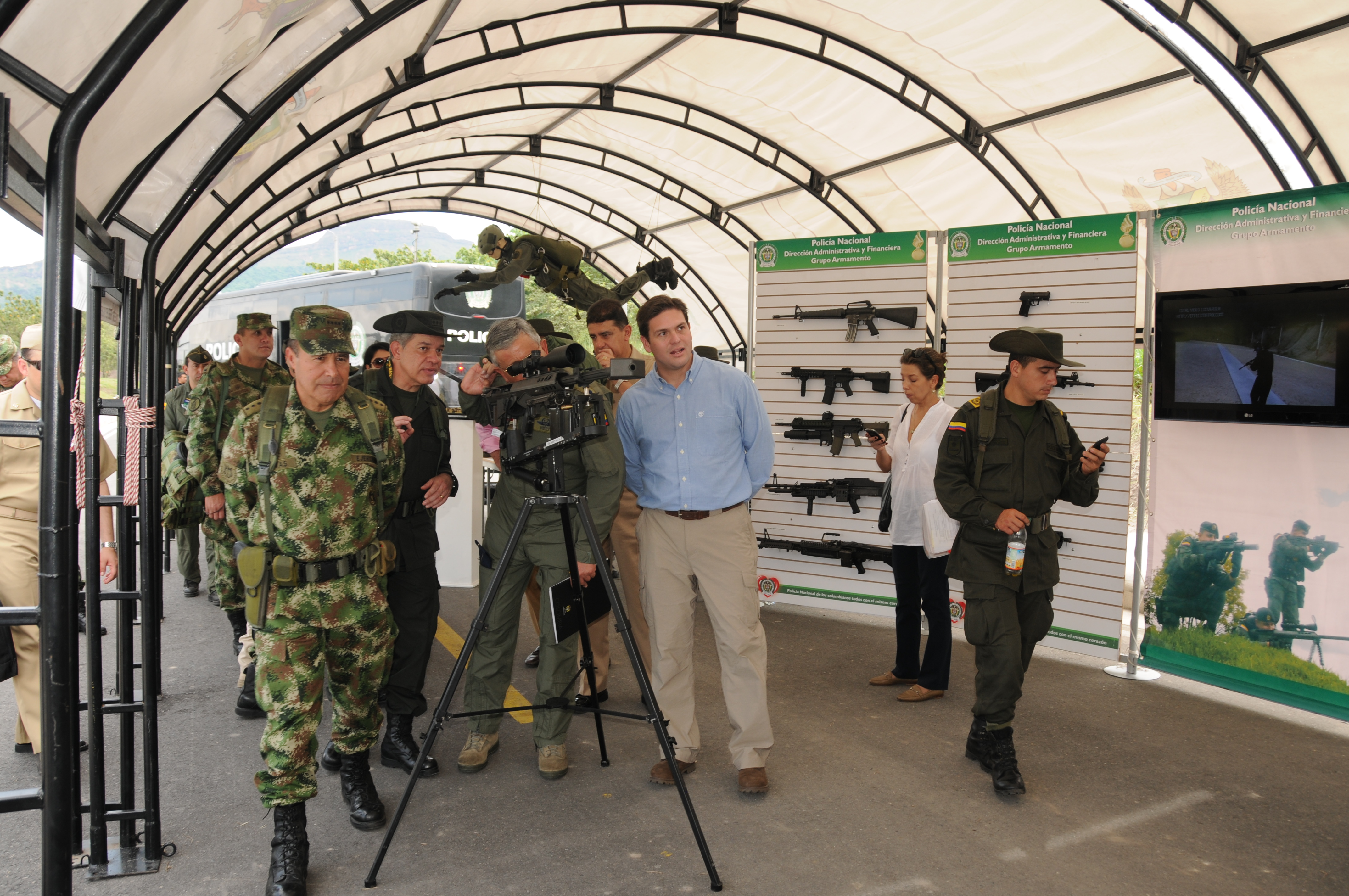
展覽中架設在槍架以上的巴雷特M95
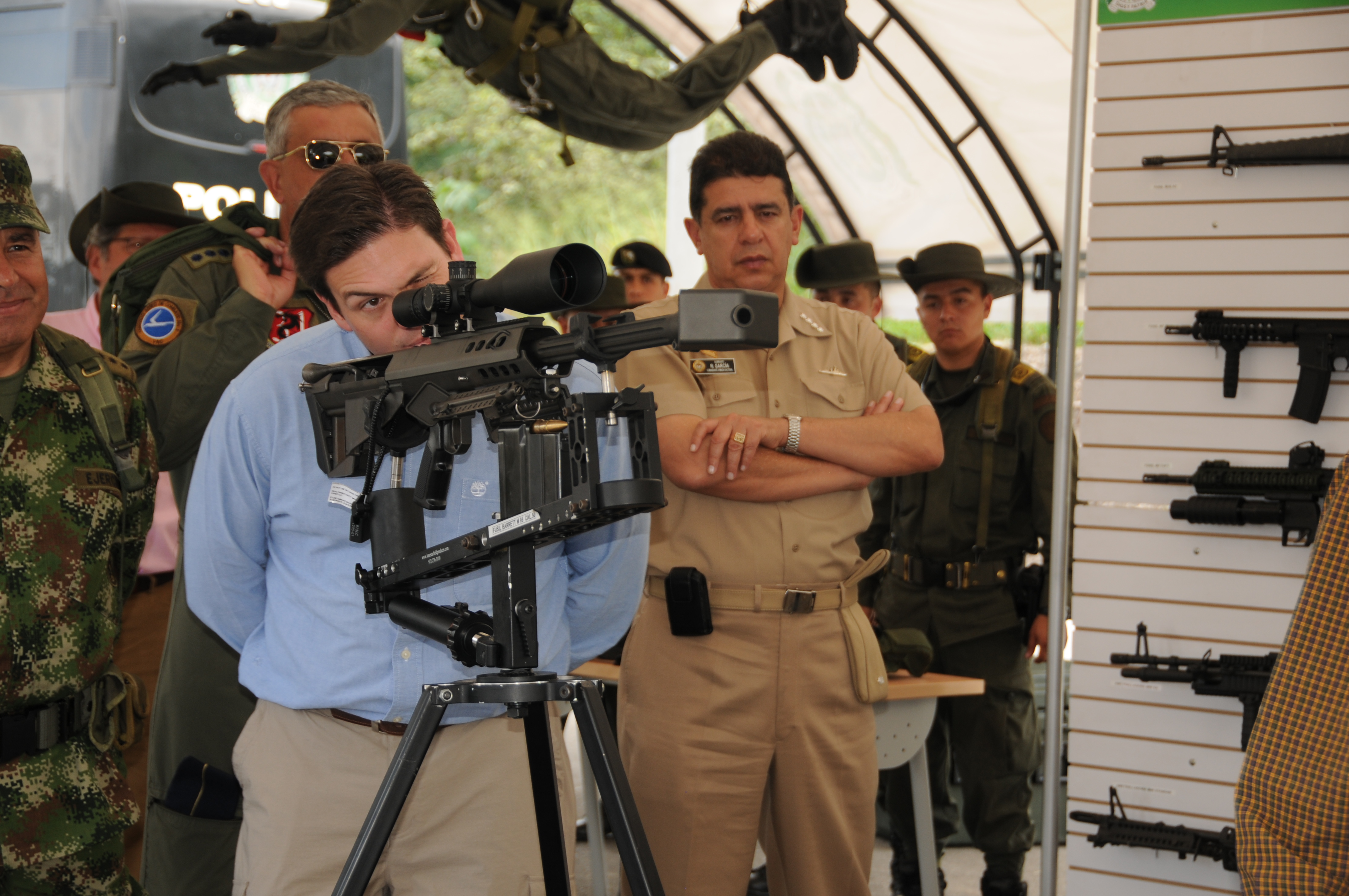
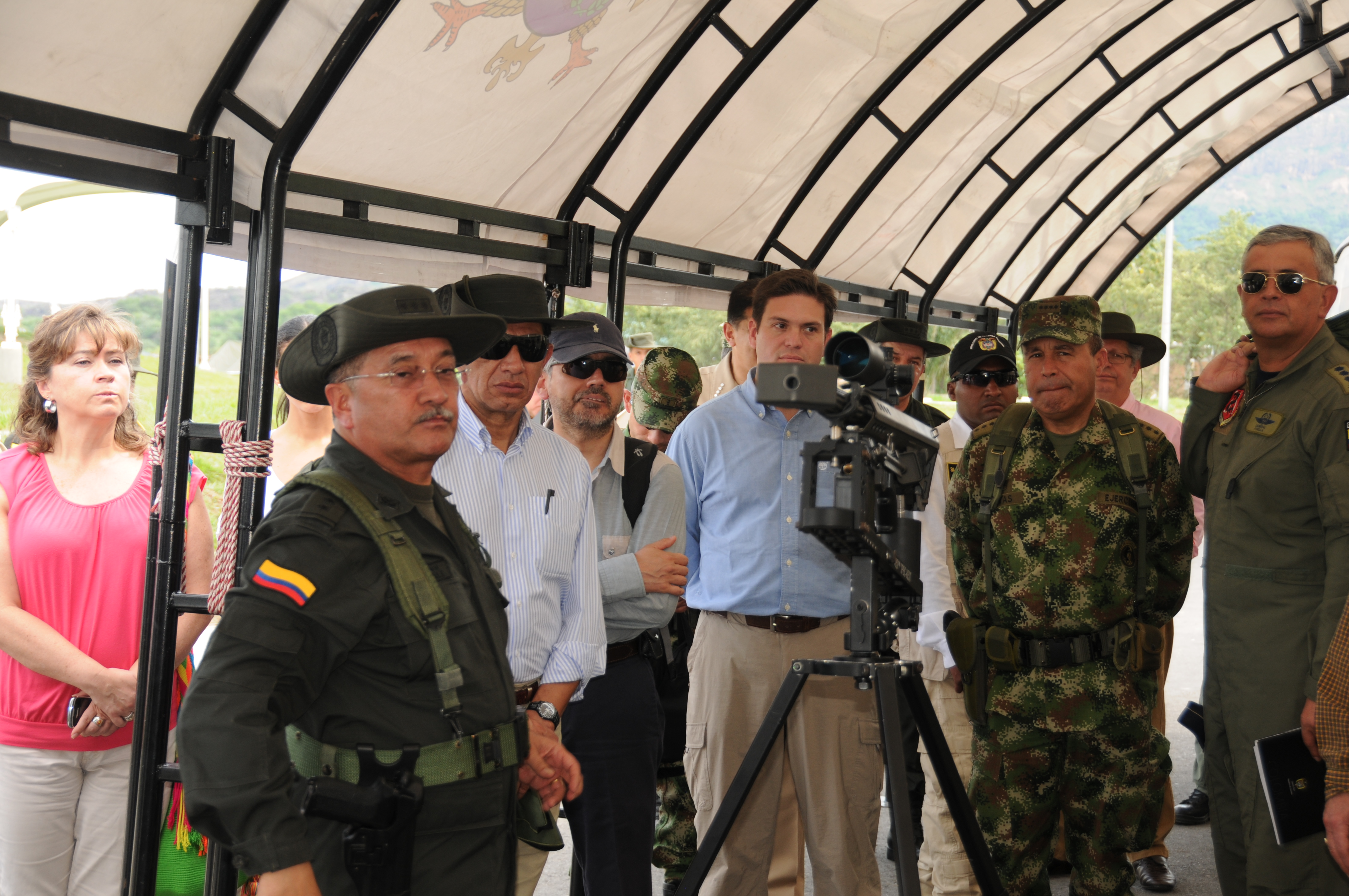
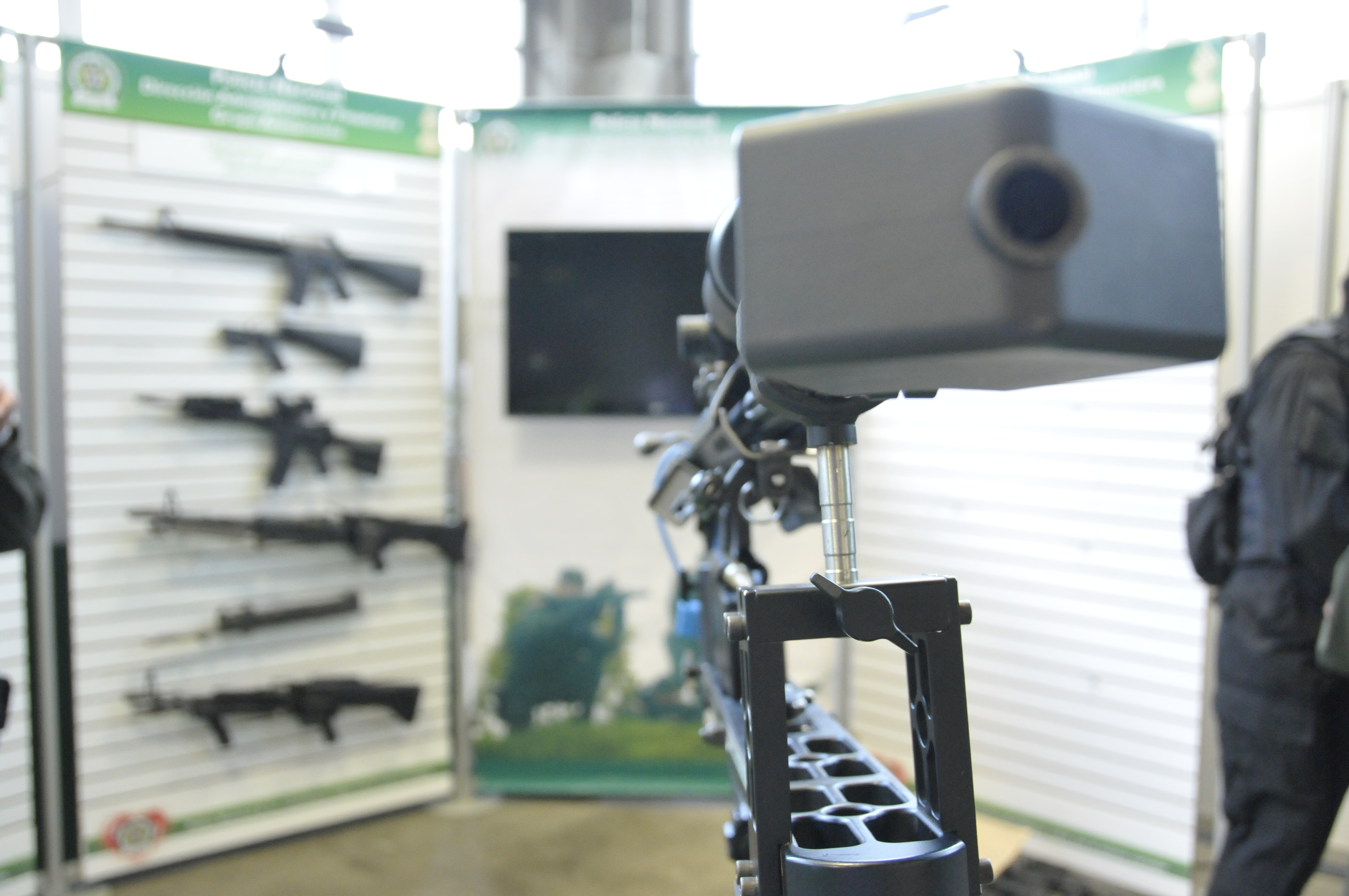
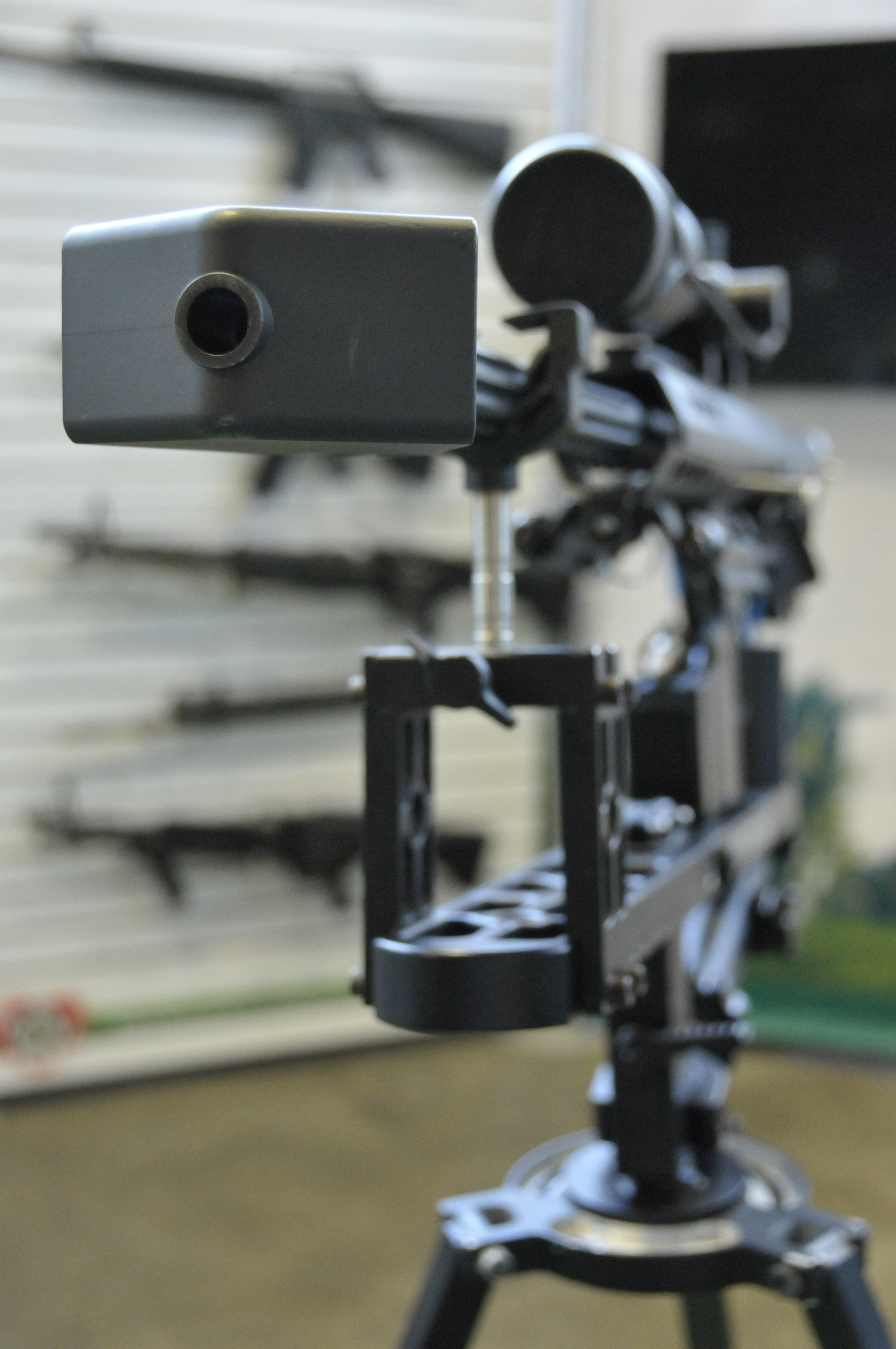

## 相關連結
- 狙擊步槍
- 反器材步槍
- 犢牛式
- 犢牛式槍械列表
- 旋转后拉式枪机
- 巴雷特M82／M107重型狙擊步槍
- 巴雷特M90重型犢牛式狙擊步槍
- 巴雷特M99重型犢牛式狙擊步槍
- 巴雷特XM109重型狙擊步槍
- 巴雷特XM500重型犢牛式狙擊步槍
- 羅巴爾RC-50狙擊步槍
- AMR-2狙擊步槍
- Gepard狙擊步槍
- OM 50復仇女神狙擊步槍
- 托爾狙擊步槍
- 扎斯塔瓦M93黑箭狙擊步槍

## 外部連結
- （英文）—Modern Firearms - Barrett Model M90 and M95 （页面存档备份，存于）
- （英文）—Barrett product page on the M95
- （英文）—Biggerhammer.net—Barrett M95 - Bolt Action .50 BMG Precision Rifle （页面存档备份，存于）
- （英文）—Barrett M82A1 & M95 Special Application Sniper Rifles
- （英文）—Barrett M95 operator's manual
- （英文）—Tactical-Life.com—Best of the Bullpups: Top 10 Compact Rifles and Shotguns （页面存档备份，存于）
- （英文）—YouTube上的Barrett M95
- （英文）—YouTube上的Barrett M95 Tutorial
- （英文）—YouTube上的Model 95 Product Animation
- （简体中文）—槍炮世界—Barrett M95 （页面存档备份，存于）